# Freden (Leine)
Freden település Németországban, azon belül Alsó-Szászország tartományban. Lakosainak száma 4669 fő (2023. december 31.).

## Népesség
A település népességének változása:
| Lakosok száma | 4758 | 4709 | 4731 | 4621 | 4669 | 4669 |
|               | 2016 | 2017 | 2019 | 2021 | 2022 | 2023 |